# Omloop Het Nieuwsblad
Omloop Het Nieuwsblad (dawniej Omloop Het Volk) jest jednodniowym wyścigiem kolarskim rozgrywanym w belgijskiej prowincji Flandria Wschodnia. Jest to pierwszy wyścig w sezonie i odbywa się zwykle w ostatnią sobotę lutego lub w pierwszą sobotę marca. Impreza do 2008 roku była organizowana przez gazetę „Het Volk”, która w tym samym roku została przejęta przez „Het Nieuwsblad”. Charakterystyczne dla tej imprezy jest to, że często rozgrywana jest przy złej pogodzie (przy padającym śniegu lub deszczu), a dodatkowo wiele odcinków (w tym podjazdów) poprowadzonych jest po bruku. Od 2017 jest częścią cyklu najważniejszych wyścigów kolarskich, UCI World Tour.
Rozgrywany jest również kobiecy wyścig o tej samej nazwie.

## Historia
Omloop Het Volk po raz pierwszy zorganizowano w roku 1945, jako konkurencyjna impreza dla Tour des Flanders, organizowanego przez inną gazetę, Het Nieuwsblad. Z początku wyścig nazywano również „Gandawa-Gandawa”, gdyż niektóre gazety nie chciały nadawać rozgłosu konkurencyjnej redakcji.
W roku 1960 wyścigu nie rozgrywano, z powodu sporu między organizatorami a Międzynarodową Unią Kolarską. UCI przewidziało w kalendarzu imprez inny wiosenny wyścig w Belgii, przez co na znak protestu organizatorzy odwołali wydarzenie. W latach 1955, 1974 i 1988 na noc przed wyścigiem następowały silne opady śniegu, jednak organizatorzy zdecydowali się przeprowadzić imprezę. W 1971 z powodu opadów śniegu przesunięto wyścig o 3 tygodnie, ale i tak w dniu startu miejsce miała odwilż i warunki nie były najlepsze. W latach 1986 i 2004 śnieg padał tak mocno, że ze względów bezpieczeństwa ściganie odwołano.

## Trasa
Omloop Het Volk wcześniej zaczynał się i kończył w Gandawie, ale od 1996 roku meta znajduje się w położonym 20 km na północ Lokeren. Po opuszczeniu miasta, trasa prowadzi na południe, do tzw. hellingen, krótkich i stromych podjazdów, tak charakterystycznych dla wielu flandryjskich klasyków. Jednym z nich jest Oude Kwaremont, usytuowany na 50 kilometrze, 2-kilometrowy podjazd po bruku. Na 85 kilometrze trasa wiedzie przez słynny Muur van Geraardsbergen, i dalej przez Kielberg, Eikenberg, Leberg oraz Berendries. Rozstrzygający dla wyścigu jest najczęściej Molenberg, o 10% nachyleniu, znajdujący się około 60 km przed linią mety. Reszta trasy jest całkowicie płaska, jednak kolarze muszą pokonywać liczne krótkie odcinki o brukowanej nawierzchni, jak na przykład ulica Paddestraat w Zottegem.

## Zwycięzcy
Opracowano na podstawie:
| Rok  | Pierwsze            | Drugie                  | Trzecie                  |
| ---- | ------------------- | ----------------------- | ------------------------ |
| 1945 | Jean Bogaerts       | Maurice Desimpelaere    | Robert Van Eenaeme       |
| 1946 | André Pieters       | Marcel Rijckaert        | Emmanuel Thoma           |
| 1947 | Albert Sercu        | Emiel Faignaert         | Achiel Buysse            |
| 1948 | Sylvain Grysolle    | Fausto Coppi            | Marcel Hendrickx         |
| 1949 | André Declerck      | Frans Leenen            | Maurice Mollin           |
| 1950 | André Declerck      | Maurice Meersman        | Briek Schotte            |
| 1951 | Jean Bogaerts       | Lionel Van Brabant      | Raymond Impanis          |
| 1952 | Ernest Sterckx      | Raymond Impanis         | André Declerck           |
| 1953 | Ernest Sterckx      | Maurice Mollin          | Marcel Rijckaert         |
| 1954 | Karel De Baere      | Roger De Corte          | Jan De Valck             |
| 1955 | Lode Anthonis       | André Rosseel           | André Vlayen             |
| 1956 | Ernest Sterckx      | Briek Schotte           | Leopold Schaeken         |
| 1957 | Norbert Kerckhove   | Pino Cerami             | Leon Vandaele            |
| 1958 | Jef Planckaert      | Rik Van Looy            | Roger De Corte           |
| 1959 | Seamus Elliott      | Fred De Bruyne          | Théo Dingens             |
| 1961 | Arthur Decabooter   | Frans Schoubben         | Georges Decraeye         |
| 1962 | Robert De Middeleir | Jean-Baptiste Claes     | Roger De Coninck         |
| 1963 | René Van Meenen     | Ludo Janssens           | Jean-Baptiste Claes      |
| 1964 | Frans Melckenbeeck  | Arthur Decabooter       | Yvo Molenaers            |
| 1965 | Noël De Pauw        | Marcel Vanden Bogaert   | Jos van der Vleuten      |
| 1966 | Jo de Roo           | Walter Godefroot        | Eddy Merckx              |
| 1967 | Willy Vekemans      | Joseph Spruyt           | Edward Sels              |
| 1968 | Herman Van Springel | Rolf Wolfshohl          | Bernard Van De Kerckhove |
| 1969 | Roger De Vlaeminck  | Daniel Van Ryckeghem    | Valere Van Sweevelt      |
| 1970 | Frans Verbeeck      | Roger Rosiers           | André Dierickx           |
| 1971 | Eddy Merckx         | Roger Rosiers           | Noël Vantyghem           |
| 1972 | Frans Verbeeck      | André Dierickx          | Eddy Merckx              |
| 1973 | Eddy Merckx         | Roger De Vlaeminck      | Albert Van Vlierberghe   |
| 1974 | Joseph Bruyère      | Patrick Sercu           | Rik Van Linden           |
| 1975 | Joseph Bruyère      | Patrick Sercu           | José De Cauwer           |
| 1976 | Willem Peeters      | Hennie Kuiper           | Patrick Sercu            |
| 1977 | Freddy Maertens     | Jan Raas                | Ludo Peeters             |
| 1978 | Freddy Maertens     | Alfons van Katwijk      | Jan Raas                 |
| 1979 | Roger De Vlaeminck  | Jan Raas                | Frank Hoste              |
| 1980 | Joseph Bruyère      | Walter Planckaert       | Sean Kelly               |
| 1981 | Jan Raas            | Gilbert Duclos-Lassalle | Jean-Luc Vandenbroucke   |
| 1982 | Alfons De Wolf      | Graham Jones            | Sean Kelly               |
| 1983 | Alfons De Wolf      | Jan Raas                | Luc Colijn               |
| 1984 | Eddy Planckaert     | Jean-Luc Vandenbroucke  | Ludo Peeters             |
| 1985 | Eddy Planckaert     | Jacques Hanegraaf       | Jozef Lieckens           |
| 1987 | Teun van Vliet      | Steven Rooks            | Jan Goessens             |
| 1988 | Ronny Van Holen     | Johan Lammerts          | John Talen               |
| 1989 | Etienne De Wilde    | Sean Kelly              | Remig Stumpf             |
| 1990 | Johan Capiot        | Edwig Van Hooydonck     | Etienne De Wilde         |
| 1991 | Andreas Kappes      | Carlo Bomans            | Edwig Van Hooydonck      |
| 1992 | Johan Capiot        | Peter Pieters           | Eric Vanderaerden        |
| 1993 | Wilfried Nelissen   | Olaf Ludwig             | Eric Vanderaerden        |
| 1994 | Wilfried Nelissen   | Frédéric Moncassin      | Andreas Kappes           |
| 1995 | Franco Ballerini    | Edwig Van Hooydonck     | Andrei Tchmil            |
| 1996 | Tom Steels          | Hendrik Redant          | Olaf Ludwig              |
| 1997 | Peter Van Petegem   | Tom Steels              | Johan Capiot             |
| 1998 | Peter Van Petegem   | Gianluca Bortolami      | Andrei Tchmil            |
| 1999 | Frank Vandenbroucke | Wilfried Peeters        | Tom Steels               |
| 2000 | Johan Museeuw       | Steffen Wesemann        | Servais Knaven           |
| 2001 | Michele Bartoli     | Hendrik Van Dijck       | Matthé Pronk             |
| 2002 | Peter Van Petegem   | Frank Høj               | Michel Vanhaecke         |
| 2003 | Johan Museeuw       | Max van Heeswijk        | Paolo Bettini            |
| 2005 | Nick Nuyens         | Tom Boonen              | Steven De Jongh          |
| 2006 | Philippe Gilbert    | Bert De Waele           | Léon van Bon             |
| 2007 | Filippo Pozzato     | Juan Antonio Flecha     | Tom Boonen               |
| 2008 | Philippe Gilbert    | Nick Nuyens             | Thor Hushovd             |
| 2009 | Thor Hushovd        | Kevyn Ista              | Juan Antonio Flecha      |
| 2010 | Juan Antonio Flecha | Heinrich Haussler       | Tyler Farrar             |
| 2011 | Sebastian Langeveld | Juan Antonio Flecha     | Mathew Hayman            |
| 2012 | Sep Vanmarcke       | Tom Boonen              | Juan Antonio Flecha      |
| 2013 | Luca Paolini        | Stijn Vandenbergh       | Sven Vandousselaere      |
| 2014 | Ian Stannard        | Greg Van Avermaet       | Edvald Boasson Hagen     |
| 2015 | Ian Stannard        | Niki Terpstra           | Tom Boonen               |
| 2016 | Greg Van Avermaet   | Peter Sagan             | Tiesj Benoot             |
| 2017 | Greg Van Avermaet   | Peter Sagan             | Sep Vanmarcke            |
| 2018 | Michael Valgren     | Łukasz Wiśniowski       | Sep Vanmarcke            |
| 2019 | Zdeněk Štybar       | Greg Van Avermaet       | Tim Wellens              |
| 2020 | Jasper Stuyven      | Yves Lampaert           | Søren Kragh Andersen     |
| 2021 | Davide Ballerini    | Jake Stewart            | Sep Vanmarcke            |
| 2022 | Wout van Aert       | Sonny Colbrelli         | Greg Van Avermaet        |
| 2023 | Dylan van Baarle    | Arnaud De Lie           | Christophe Laporte       |
| 2024 | Jan Tratnik         | Nils Politt             | Wout van Aert            |
| 2025 | Søren Wærenskjold   | Paul Magnier            | Jasper Philipsen         |